# Weilburger Schlosskonzerte

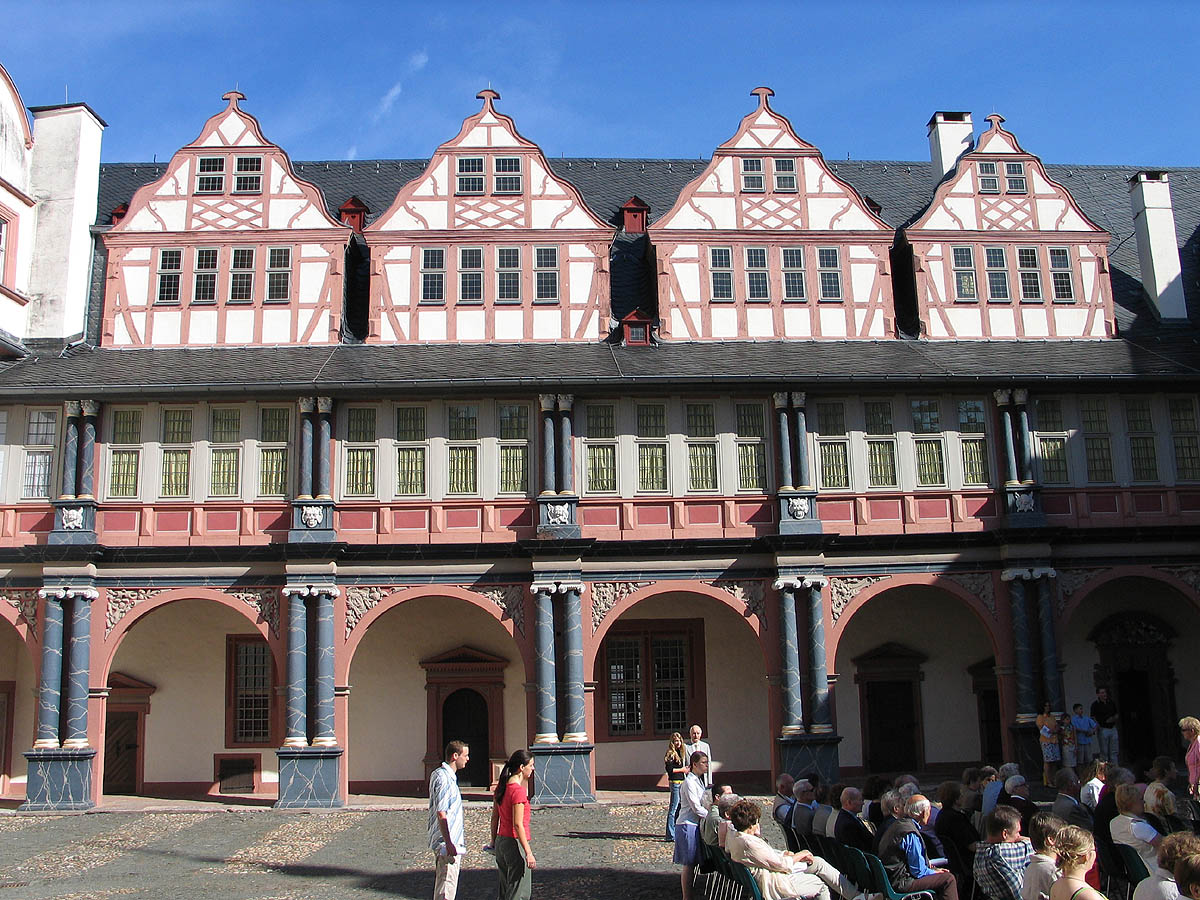
Der Renaissancehof des Schlosses mit der Bestuhlung für ein Konzert (Aufnahme 2005)

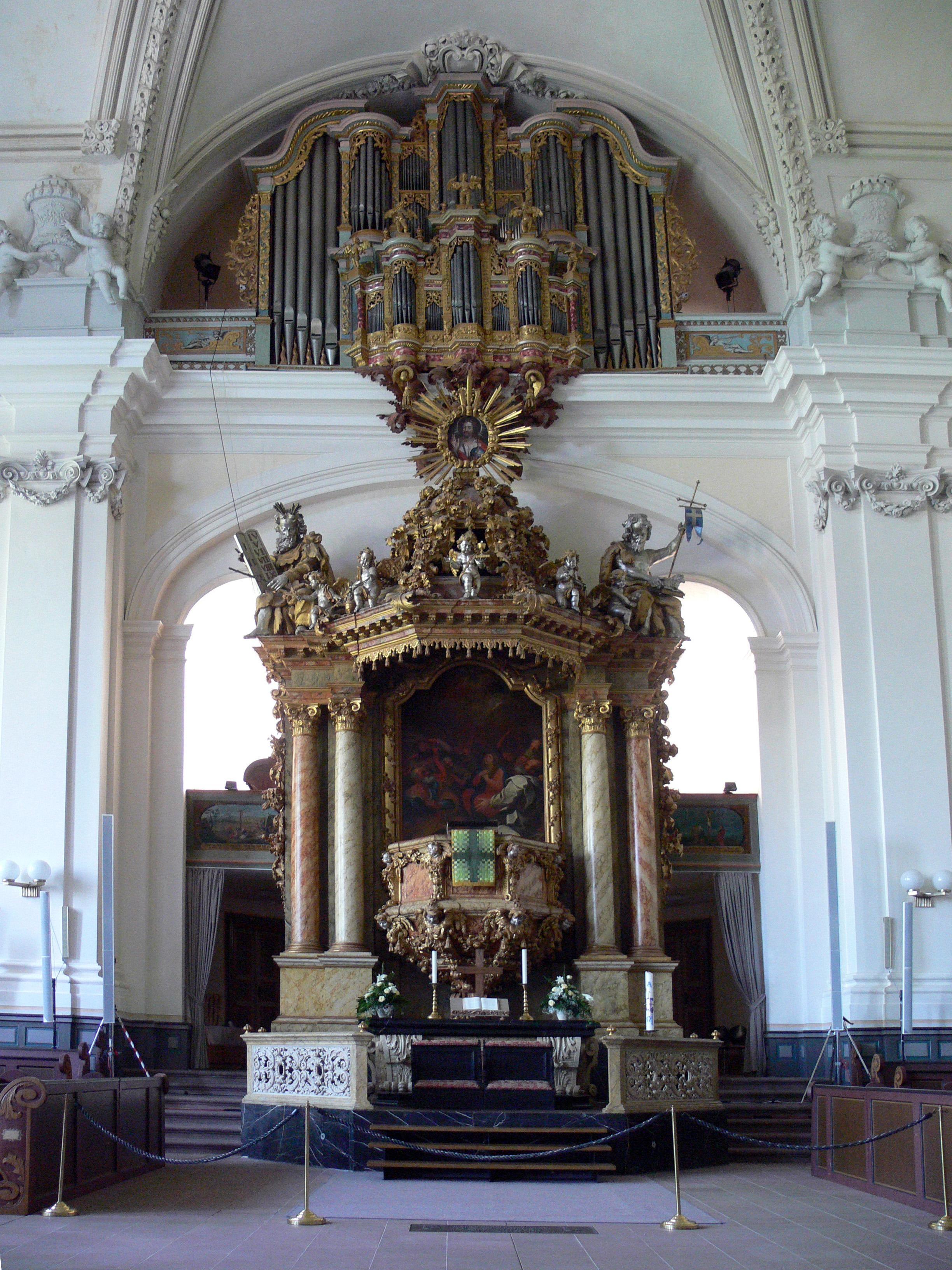
Der Innenraum der Weilburger Schlosskirche

Die Weilburger Schlosskonzerte sind eine 1972 ins Leben gerufene Konzertreihe, die jährlich im Juni, Juli und August auf Schloss Weilburg stattfindet. Die Weilburger Schlosskonzerte stehen unter der Schirmherrschaft des Großherzogs Henri von Luxemburg und Herzog von Nassau. Jedes Jahr werden etwa 50 Konzerte veranstaltet. Veranstalter ist der gemeinnützige Verein Weilburger Schlosskonzerte e. V.

## Geschichte
Nach der Gründung des Vereins Weilburger Schlosskonzerte e. V. im Dezember 1972 organisierte das Gründungsteam um Johannes Meyer (1925–1998) im Sommer 1973 die erste Konzertsaison mit 334 Sitzplätzen und vier Konzerten im Renaissancehof. Die Schirmherrschaft übernahm Großherzog Jean von Luxemburg, dessen Vorfahr Herzog Adolph der letzte Privatbesitzer des Weilburger Schlosses war. Wegen des großen Interesses des Publikums, mit dem die Veranstalter nicht gerechnet hatten, reichte die Kapazität an Sitzplätzen nicht aus, sodass aus Kirchen und dem Gymnasium weitere 400 Stühle zusammengetragen wurden. Weilburger Gastwirte liehen Stühle an ihre Gäste aus – wer eine Sitzgelegenheit mitbrachte, durfte noch ins Konzert. Einige Gäste bauten sogar Autositze aus ihren Fahrzeugen aus, um an dem Konzert teilzunehmen. Um der großen Kartennachfrage nachzukommen, wurde das vierte Konzert am darauffolgenden Abend wiederholt.
Der erste künstlerische Leiter war von 1972 bis 1979 der Musikredakteur und Dirigent Hans Koppenburg (1932–2013), anschließend übernahm von 1980 bis 2010 Karl Rarichs (1929–2020) die künstlerische Leitung. Seit 2011 ist Stephan Schreckenberger Intendant der Weilburger Schlosskonzerte.
Medienpartner der Weilburger Schlosskonzerte ist der Hessische Rundfunk mit seinem Programm hr2-kultur. Der Sender überträgt einzelne Konzerte europaweit (EBU). Auch ist das hr-Sinfonieorchester sowie die hr-Bigband regelmäßig mit Gastauftritten bei den Weilburger Schlosskonzerten zu hören.
Zurzeit können die Schlosskonzerte jährlich rund 30.000 Besucher aus Deutschland und dem Ausland verzeichnen.
Im Jahr 2018 gewannen die Weilburger Schlosskonzerte den vom Konzert- und Opernmagazin Concerti ausgelobten Publikumspreis „Publikum des Jahres“.

## Programm
Bei den Weilburger Schlosskonzerten werden jährlich etwa 50 Konzerte veranstaltet. Es konzertieren große Orchester, kleinere Ensembles, bekannte Musiker und auch Nachwuchskünstler. Die Konzerte finden unter freiem Himmel im Renaissancehof statt, ebenso in der Schlosskirche, in der Oberen und Unteren Orangerie und in der Alten Hofstube. 
Das Programm bietet eine Mischung von Werken aller musikalischen Epochen, neben klassischen Konzerten werden auch Jazzkonzerte, Kabarettveranstaltungen mit Musik oder Konzerte für Kinder veranstaltet – auch im Rahmen von Matineen und Nachtkonzerte bei Kerzenschein.

## Künstlerische Leiter
- 1972–1979: Hans Koppenburg
- 1980–2011: Karl Rarichs
- seit 2011: Stephan Schreckenberger